# Gustavo Dudamel
Gustavo Adolfo Dudamel Ramírez (Barquisimeto, 26 de enero de 1981) es un músico, compositor y director de orquesta venezolano. Por sus numerosos hitos, logros e influencia musical es considerado como el director de orquestas hispanohablante más influyente a nivel internacional de la época moderna. Dirige a la Orquesta Filarmónica de Los Ángeles desde 2009 y la Orquesta Sinfónica Simón Bolívar desde 1999. Ha ganado siete premios Grammy con sus álbumes musicales.

## Biografía

### Formación académica
Inició los estudios de música popular bajo la tutela de su padre, Óscar Dudamel, en su ciudad natal de Barquisimeto, Estado Lara. A la edad de cuatro años, comenzó a estudiar violín en el Sistema de Orquestas Juveniles e Infantiles de Venezuela (El Sistema). Pronto empezó a estudiar composición musical. Asistió al Conservatorio Jacinto Lara, en donde tuvo como profesor a José Luis Jiménez, y luego continuó el estudio del violín en la Academia Latinoamericana del Violín, con José Francisco del Castillo.
Los estudios de dirección orquestal los inicia en 1995 en Caracas, primero con Rodolfo Saglimbeni, después con José Antonio Abreu. Durante muchos años fue concertino de la Sinfónica Infantil de Venezuela, y se destacó desde muy temprano como compositor de pequeños conjuntos musicales.

### Orquesta Sinfónica Simón Bolívar
En el año 2000, lo designaron director de música de la Orquesta Sinfónica Simón Bolívar y de la Orquesta Sinfónica Nacional de la Juventud de Venezuela.
En 2004, ganó el primer premio en el Concurso de Dirección Gustav Mahler, que se celebró en Bamberg, Alemania. En 2005, realizó su debut en los Proms de Londres, y recibió el Premio Anillo de Beethoven, creado por la sociedad de amigos del Festival Internacional de Beethoven, de Bonn. Ese mismo año dirigió por primera vez la Orquesta Sinfónica de Gotemburgo en los Proms en sustitución de Neeme Järvi. Asimismo, debutó con la Philharmonia, la Orquesta Filarmónica de Israel y la Orquesta Filarmónica de Los Ángeles, y firmó además un contrato de grabación con la Deutsche Grammophon.
En 2006, sus apariciones como director invitado incluyeron conciertos con la Orquesta Sinfónica de la Ciudad de Birmingham, con la Orquesta Estatal Sajona de Dresde y la Orquesta Filarmónica Real de Liverpool. En noviembre, hizo su debut en el Teatro de La Scala de Milán, con la ópera Don Giovanni. Ese mismo año, grabó con la Orquesta Sinfónica Simón Bolívar su primer disco para el sello Deutsche Grammophon con música de Ludwig van Beethoven; concretamente, la quinta y la séptima sinfonía, y ejecutó una versión de la 2.ª Sinfonía de Gustav Mahler, en la ciudad de Barquisimeto. Fue nombrado director principal de la Orquesta Sinfónica de Gotemburgo para la temporada 2007-2008.

En abril de 2007, durante un contrato como director invitado con la Orquesta Sinfónica de Chicago, fue nombrado director musical de la Orquesta Filarmónica de Los Ángeles (LA Phil) para la temporada 2009-2010 con un contrato de cinco años, donde sucedió a Esa-Pekka Salonen. El 16 de abril de 2007, Dudamel dirigió la Orquesta Sinfónica de la Radio de Stuttgart en un concierto en conmemoración del octogésimo cumpleaños del papa Benedicto XVI, con Hilary Hahn como violinista solista. Entre la audiencia se encontraban el papa y otros dignatarios de la Iglesia.

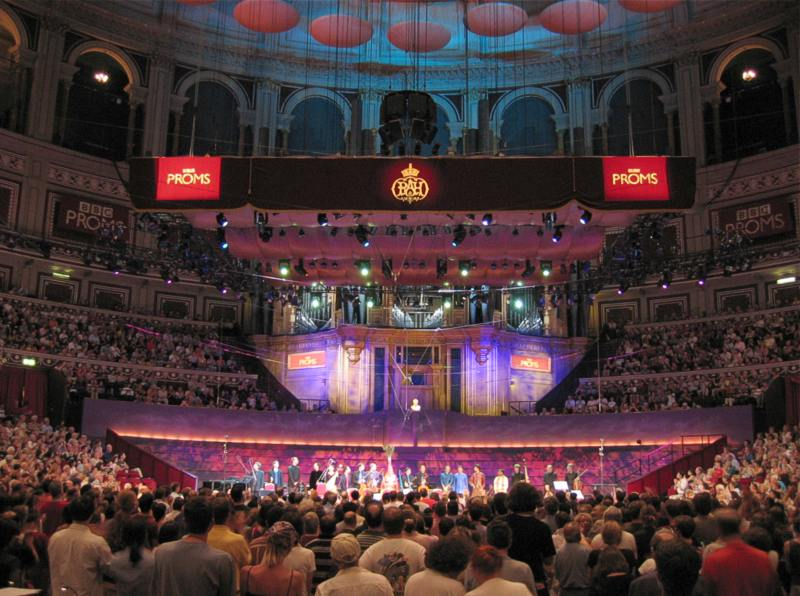
Un concierto de los Proms en el Royal Albert Hall.

A las 00:20 horas del 28 de mayo de 2007 dirigió una orquesta y un coro que interpretó el himno nacional de Venezuela como inauguración de la programación de la Televisora Venezolana Social (TVes), canal que ocupó el espacio radioeléctrico que desde 1953 había utilizado Radio Caracas Televisión, a la que el gobierno no renovó la concesión.
A mediados de 2007, Dudamel y la Orquesta Sinfónica Simón Bolívar cumplieron una gira de conciertos por Europa, y su actuación destacó en los Proms de Londres, temporada de conciertos de verano que organiza la BBC en el Royal Albert Hall. Al retornar a Venezuela, dieron un concierto en el Aula Magna de la Universidad Central de Venezuela con motivo del 32.º aniversario de la Sinfónica Simón Bolívar, con la ejecución de la Novena Sinfonía de Beethoven. Dos días después, viajaron a Barquisimeto para realizar un concierto en donde fue condecorado por el gobernador del estado Lara, Luis Reyes Reyes.
Su reputación comenzó a esparcirse y fue apreciada por directores de fama mundial, como Simon Rattle y Claudio Abbado, quienes aceptaron invitaciones para dirigir la Orquesta Simón Bolívar en Venezuela. El 10 de septiembre de 2007, dirigió por primera vez la Orquesta Filarmónica de Viena en el Festival de Lucerna. En noviembre de 2007 es condecorado por el presidente de Venezuela, Hugo Chávez, con la Orden Francisco de Miranda en su Primera Clase y además lo designó padrino de la Misión Música que busca incorporar a un millón de niños y jóvenes al Sistema de Orquestas Juveniles de Venezuela. A principios de diciembre participó como director invitado de la Orquesta Filarmónica de Nueva York en una serie de conciertos, donde se le concedió el privilegio de dirigirlos con la batuta que utilizó Leonard Bernstein toda su vida.
En marzo de 2008, apareció como director invitado en la Sinfónica de San Francisco, con un programa que incluyó el Concierto para piano y orquesta núm. 1, de Serguéi Rajmáninov, con Kirill Gerstein al piano, y el El pájaro de fuego, de Ígor Stravinski. El 20 de marzo de 2008, se le rindió un tributo en Caracas al compositor polaco Krzysztof Penderecki, gran figura musical de la segunda mitad del siglo XX y presente en la sala, con la ejecución de Las siete puertas de Jerusalén, una sinfonía concebida por ese compositor polaco para cinco solistas y gran coro; también, ejecutaron el Concierto para piano y orquesta núm. 3, de Rajmáninov, obra con la que abrieron la velada, con Kirill Gerstein como solista. En mayo de 2008, fue lanzado por Deutsche Grammophon al mercado mundial el tercer álbum de Dudamel con la Orquesta Sinfónica de la Juventud Venezolana Simón Bolívar. Este álbum lleva por título Fiesta. Fue nominado a los Grammys latinos e incluye composiciones de autores latinoamericanos.
A finales de abril de 2009, fue cordialmente invitado a la reinauguración del Teatro Juárez en Barquisimeto, luego de diez años de laboriosas restauraciones. Ese día, se dio un concierto con la Sinfónica de Lara, donde se interpretó la Quinta Sinfonía, de Beethoven, la Obertura 1812, de Chaikovski, y la Obertura Festiva, de Dmitri Shostakóvich.

### Orquesta Sinfónica de Los Ángeles (LA Phil) (2009-2026)
El 28 de septiembre de 2009, asume la dirección musical de la Orquesta Filarmónica de Los Ángeles con un ensayo de la Novena Sinfonía de Ludwig van Beethoven, donde participaron Los Angeles Master Chorale y representantes de corales de ocho comunidades. El primer ensayo oficial con la orquesta fue el 30 de septiembre. El 3 de octubre dirige la Novena sinfonía en el Hollywood Bowl, en el concierto "Bienvenido Gustavo". El primer concierto oficial se ejecuta el 8 de octubre en el Walt Disney Concert Hall, y el programa incluía el estreno mundial de City Noir de John Adams, y la Sinfonía n.º 1, de Gustav Mahler.

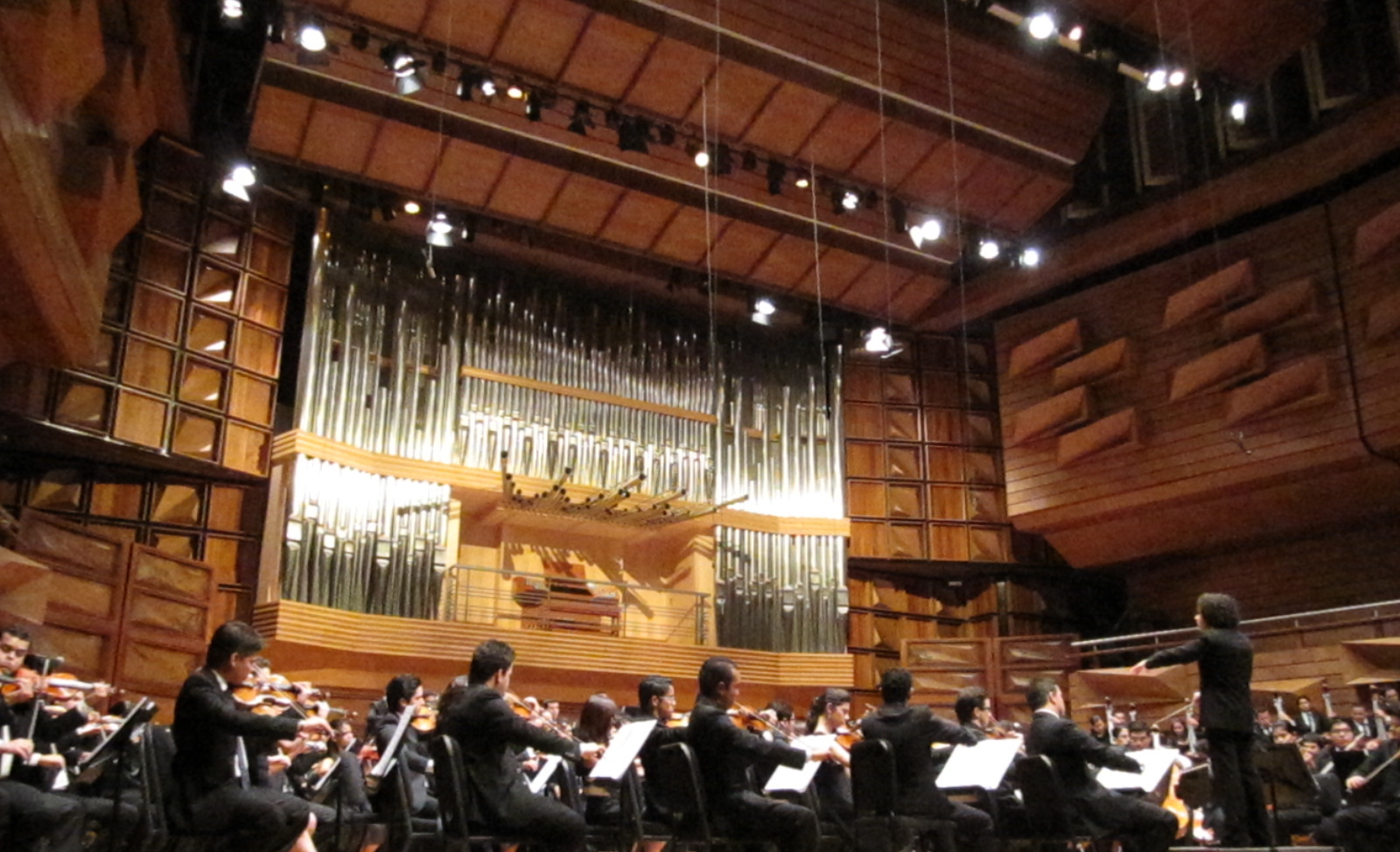
Gustavo Dudamel en un concierto en el Centro Nacional de Acción Social para la Música en Caracas.

El 29 de enero de 2010, Gustavo Dudamel recibió el doctorado honoris causa de la Universidad del Zulia (LUZ) y en agosto inauguró el festival de verano “Americas & Americans”, un homenaje a diferentes sonidos y tradiciones musicales latinoamericanas con un toque clásico. El 15 de diciembre de 2010, Gustavo Dudamel dirigió en Bogotá (Colombia) a 200 músicos, la mitad de diferentes orquestas colombianas y la otra mitad pertenecientes a la Simón Bolívar de Venezuela, en un concierto binacional.
El 12 de febrero de 2011, Gustavo Dudamel participó junto con Hugo Chávez en la inauguración del Centro Nacional de Acción Social por la Música ubicado en el Parque Los Caobos de Caracas. El 5 de junio de 2011, se estrena el largometraje "Dudamel: el sonido de los niños", donde presenta la historia de un grupo de niños que, gracias a los programas orquestales, viven la alegría de la música y dejan un mensaje claro: el arte es un derecho universal. El 5 de julio de 2011, día del bicentenario de la independencia venezolana, Gustavo Dudamel, con una orquesta de 400 músicos y un coro de 1200 personas, interpretaron la Cantata Criolla de Antonio Estévez en la remodelada Plaza Diego Ibarra de Caracas. El 5 de agosto de 2011, Dudamel y la Orquesta Sinfónica Simón Bolívar son invitados nuevamente a los Proms de Londres interpretando la Sinfonía n.º 2 Resurrección de Gustav Mahler en conmemoración del centenario de la muerte del compositor.
Gustavo Dudamel y La Orquesta Sinfónica Simón Bolívar de Venezuela participaron en la celebración de la 12.ª entrega anual de los mayores premios de la música en español, los Grammy Latinos, conjuntamente con “Residente” y Calle 13 de Puerto Rico. En febrero de 2012 ganó el Grammy Award a la mejor interpretación orquestal, junto a la Orquesta Filarmónica de Los Ángeles, por la ejecución de la Sinfonía n.º 4 de Brahms. En el marco del centenario de la muerte de Gustav Mahler, Gustavo Dudamel realizó en Los Ángeles y en Caracas el ciclo completo de las 9 sinfonías y el Adagio de la décima con la Orquesta Sinfónica Simón Bolívar y la Filarmónica de Los Ángeles. Todo culminó en Caracas con la ejecución de la "Sinfonía de los Mil", en el Teatro Teresa Carreño, transmitida vía satélite a todo el mundo, convirtiéndose en el segundo venezolano después de Oscar D'León en ganar el gramófono.

### LibertadoryStar Wars

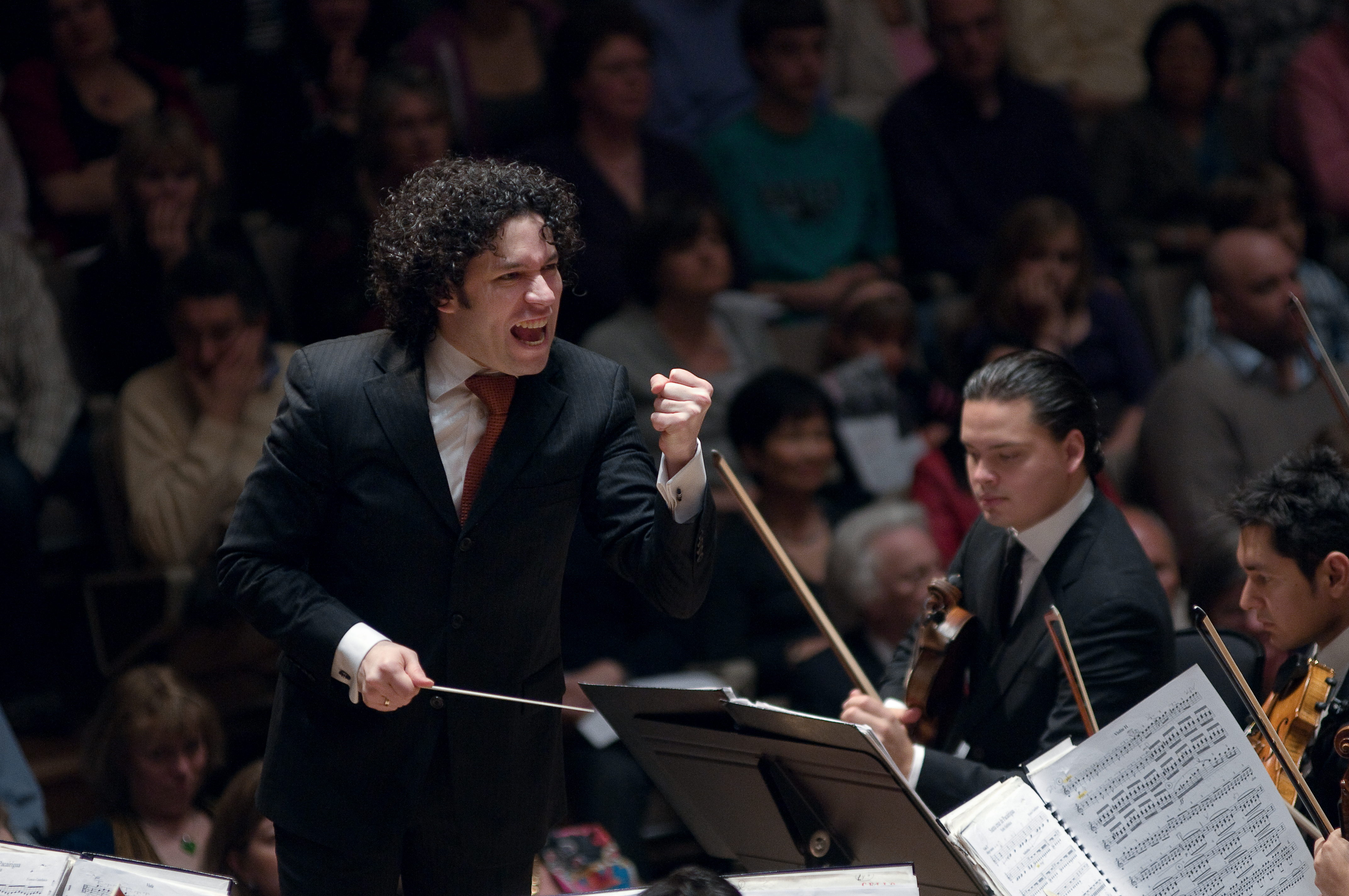
Gustavo Dudamel dirige la Orquesta Juvenil Simón Bolívar en el Royal Festival Hall 2 de Londres.

En 2013, Dudamel compuso la banda sonora de la película Libertador. En 2015, fue nominado a los Premios Platino en la categoría Mejor Música Original por la película Libertador. En 2015, John Williams lo invitó a conducir la música de apertura y de los créditos de cierre, para la película Star Wars: Episodio VII - El despertar de la Fuerza. En 2016, participó en el show de medio tiempo de la edición 50 del Súper Bowl, dirigiendo a la banda de marcha de la Universidad de California en Berkeley y la Orquesta Juvenil de Los Ángeles, junto a Coldplay, Bruno Mars, Beyoncé y Mark Ronson. El 1 de enero de 2017, estuvo al frente de la Filarmónica de Viena  en el tradicional Concierto de Año Nuevo, convirtiéndose en el director de orquesta más joven en participar en este célebre evento. 
En abril de 2018, conduce a la Orquesta Filarmónica de Los Ángeles al tenor Russell Thomas y a la mezzo - soprano Tamara Mumford con una versión de Das Lied von der Erde de Gustav Mahler, trabajo realizado en conjunto con la compañía chilena TEATROCINEMA. En enero de 2020 renovó su contrato con LA Phil hasta 2026.
Bajo su liderazgo, la Filarmónica de Los Ángeles ha extendido su alcance a un nivel sin precedentes a través de LA PHIL LIVE, una serie de transmisiones experimentales en vivo de los conciertos de la Filarmónica de Los Ángeles durante toda la temporada, que llegan a audiencias en toda América del Norte, Europa y América del Sur, y a través de la Orquesta Juvenil de Los Ángeles (YOLA), influenciada por el tan exitoso programa venezolano, El Sistema. Con YOLA, Gustavo lleva la música a niños en las comunidades marginadas de Los Ángeles, y sirve como una fuente de inspiración para iniciativas similares en los Estados Unidos, así como en Suecia y Escocia. Fue director musical de la Ópera de París desde el 16 de abril de 2021 hasta mayo de 2023, cuando anunció su dimisión para “poder pasar más tiempo” con su familia. En febrero del 2022 se anunció su fichaje como director musical y artístico de la Orquesta Filarmónica de Nueva York (NYPO) a partir de 2026 y por una duración inicial de cinco años.

## Cinematografía
En 2010 se estrenó un documental biográfico Dudamel: Let the Children Play,dirigida por Alberto Arvelo Mendoza, donde Dudamel participa. En 2025 participa como actor en la película documental El canto de las manos, dirigida por su esposa María Valverde, donde se explora la sordera a través del proceso de creación de la ópera Fidelio (Beethoven).

## Premios y reconocimientos
El 30 de junio de 2009, recibió la condecoración doctorado honoris causa por la Universidad Centroccidental Lisandro Alvarado de su ciudad natal, por sus innegables logros musicales reconocidos en todo el mundo. Gustavo Dudamel es el doctor honoris causa más joven de toda la historia de esa institución. En 2012, ganó su primer Grammy a la Mejor Interpretación Orquestal, junto a la Orquesta Filarmónica de Los Ángeles, por la ejecución de la Sinfonía n.º 4 (Brahms). En 2016 recibió el Premio Logro Cultural de Americas Society. En 2019, se le entrega su estrella en el paseo de la fama de Hollywood, siendo el único director de orquestas hispano en lograrlo hasta la fecha. Fue reconocido por la Fundación Konex (Argentina) con el Premio Konex Mercosur como una de las figuras más sobresalientes de la música clásica en América Latina, galardón que se entrega cada 10 años. También recibió el Premio ISPA como artista distinguido de 2019.
En el año 2020 ganó el segundo Grammy de su carrera como mejor director de orquesta por la pieza Norman: Sustain y la Medalla de Oro al Mérito en las Bellas Artes por el Gobierno de España. En 15 de marzo de 2021 gana su tercer Grammy por la dirección de la pieza "Ives: Complete Symphonies".  El 3 de abril de 2022 ganó su cuarto Grammy, esta vez como "Mejor Interpretación Coral" por la interpretación de la Sinfonía n.º 8 de Gustav Mahler. En 2024 ganó su quinto Grammy a la Mejor Interpretación Orquestal por Adès: Dante, junto a la LA Phil. En 2025 ganó su sexto y séptimo Grammy a la Mejor Interpretación de Orquesta y Mejor Composición Clásica por Ortiz: Revolución Diamantina, junto a la LA Phil.

## Vida personal

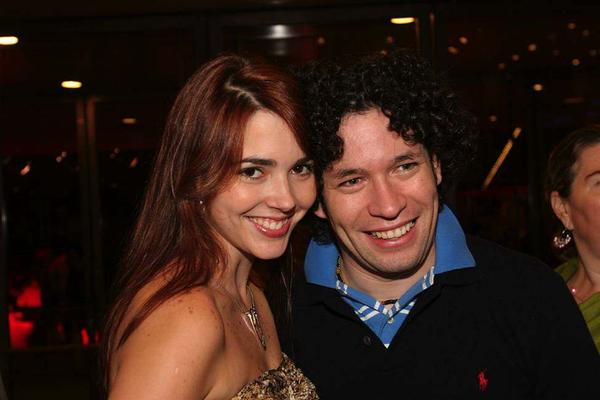
Gustavo Dudamel junto a su exesposa Eloísa Maturén.

Dudamel estudió en el Colegio Católico San Pedro, en su ciudad natal Barquisimeto, donde se destacó en deportes y en música.
En 2006, Dudamel se casó con la venezolana Eloísa Maturén en Caracas. La Orquesta Sinfónica Simón Bolívar combinó fuerzas con la Schola Cantorum de Venezuela y el Orfeón Universitario de la UCLA para hacer del acontecimiento una celebración musical especial donde se interpretaron variadas marchas y avemarías. La boda tuvo lugar en la iglesia de la Universidad Católica Andrés Bello en Montalbán. Maturén, también natural de Venezuela, es bailarina de ballet clásico y periodista. Tuvo un hijo con Maturén de nombre Martín Dudamel Maturén. El 12 de marzo de 2015, se anunció en los medios de comunicación el inminente divorcio de la pareja por "diferencias irreconciliables". 
El 9 de febrero de 2017, se casó en secreto en Las Vegas, Condado de Clark, Nevada, Estados Unidos, con la actriz española María Valverde.El 23 de marzo de 2018 obtuvo la nacionalidad española por carta de naturaleza.